# Puchar Polski (województwo warmińsko-mazurskie) w piłce nożnej mężczyzn (2021/2022)
W sezonie 2021/2022 Puchar Polski na szczeblu regionalnym w województwie warmińsko-mazurskim składał się z 8 rund. Rozgrywki miały na celu wyłonienie zdobywcy Regionalnego Pucharu Polski w województwie warmińsko-mazurskim i uczestnictwo na szczeblu centralnym Pucharu Polski w sezonie 2022/2023.

## Uczestnicy
| III liga                                           | IV liga | Klasa okręgowa | Klasa A | Klasa A | Klasa B | Nieligowe |
| -------------------------------------------------- | --- | --- | --- | --- | --- | --- |
| - Znicz Biała Piska - Mamry Giżycko - GKS Wikielec | - Mazur Ełk - Granica Kętrzyn - Mrągowia Mrągowo - MKS Korsze - Zatoka Braniewo - Huragan Morąg - Concordia Elbląg - Olimpia II Elbląg - Błękitni Orneta - Błękitni Pasym - Pisa Barczewo - Polonia Lidzbark Warmiński - DKS Dobre Miasto - Motor Lubawa - Polonia Iłowo - Jeziorak Iława | - Czarni Olecko - Śniardwy Orzysz - Rona 03 Ełk - Pojezierze Prostki - Vęgoria Węgorzewo - Żagiel Piecki - Rominta Gołdap - Orlęta Reszel - Wilczek Wilkowo - Łyna Sępopol - Victoria Bartoszyce - Ewingi Zalewo - Unia Susz - Polonia Pasłęk - Czarni Rudzienice - MKS Miłakowo - Tęcza Miłomłyn - Omulew Wielbark - Tęcza Biskupiec - Warmia Olsztyn - KS Wojciechy - MKS Jeziorany - Naki Olsztyn - Start Nidzica - GSZS Rybno - Grunwald Gierzwałd - Drwęca Nowe Miasto Lubawskie - Płomień Turznica - Ossa Biskupiec Pomorski - Radomniak Radomno - Olimpia Olsztynek | - Jurand Barciany - Start Kruklanki - Mazur Pisz - Cresovia Górowo Iławeckie - Fala Warpuny - Pogoń Banie Mazurskie - Mazur Wydminy - Reduta Bisztynek - MKS Ruciane-Nida - Wałsza Pieniężno - Pomowiec Gronowo Elbląskie - Jastrząb Ględy - Syrena Młynary - Piast Wilczęta - Pama Powodowo - Agat Jegłownik - Zatoka II Braniewo - Polonia Markusy - GKS Stawiguda - SKS Szczytno - Granica Bezledy | - KS 2010 Wrzesina - GKS Gietrzwałd/Unieszewo - Burza Słupy - LKS Różnowo - Leśnik Nowe Ramuki - GLKS Jonkowo - GKS Szczytno - Wałpusza 07 Jesionowiec - Orzeł Janowiec Kościelny - Avista Łążyn - Iskra Narzym - Constract Lubawa - Jordan Kazanice - Wel Lidzbark - Iskra Smykówko - LZS Frednowy - Gmina Kozłowo - Kormoran Bynowo - Zamek Kurzętnik - Orzeł Ulnowo - MKS Działdowo | - Pogoń Ryn - Salęt Boże - Mini Soccer Academy Mrągowo - Szansa Reszel - Vęgoria II Węgorzewo - Warmianka Bęsia - Dąb Kadyny - CWKS 2020 Lamkowo - WTKS Mierki - Junior Świątki - Vel Dąbrówno - PFT Sampława - Olimpia Kisielice - Torpeda Rożental - Orzyc Janowo | - Polonia II Pasłęk - Stomil II Olsztyn - Arbiter Olsztyn - Milan Szczytno - Motor II Lubawa - Amatorska Drużyna Piłkarska Działdowo |

## Runda wstępna
Pary w rundzie wstępnej zostały rozlosowane 13 lipca 2021 roku, natomiast mecze rozgrywano 24 i 25 lipca tegoż roku.pca tegoż roku.
| 24 lipca 2021 | Vęgoria II Węgorzewo                               | 3:2 (pd.) | Szansa Reszel                             |  |
| 17:00         | 31', 119' Krystian Radzewicz · 54' Łukasz Ossowski | (1:1)     | 13' Kacper Danieluk · 49' Przemek Schmidt |  |

| 24 lipca 2021 | Mini Soccer Academy Mrągowo               | 2:4   | Jurand Barciany                                  |  |
| 17:00         | 26' Szymon Nałysnyk · 31' Jan Szymanowski | (2:2) | 4', 13' Dawid Jurkowski · 56', 84' Adrian Zajdel |  |

| 24 lipca 2021 | CWKS 2020 Lamkowo | 0:3 (wo.) | GKS Gietrzwałd/Unieszewo |  |
| 17:00         |                   |           |                          |  |

| 24 lipca 2021 | Mazur Pisz                                                                              | 4:0   | MKS Ruciane-Nida |  |
| 17:00         | 28' Piotr Żbikowski · 40' Mąka Marcin · 69' Mateusz Sokołowski · 85' Daniel Chmielewski | (2:0) |                  |  |

| 24 lipca 2021 | LKS Różnowo | 3:0 (wo.) | Leśnik Nowe Ramuki |  |
| 17:00         |             |           |                    |  |

| 24 lipca 2021 | Pogoń Ryn                 | 2:6   | Victoria Bartoszyce                                                                                         |  |
| 17:00         | 35', 41' Mariusz Libudzki | (2:3) | 12' Ernest Tucholski · 19', 72' amil Rubażewicz · 43' Kamil Kozera · 68' Dawid Kaplewski · 75' Błażej Jodko |  |

| 24 lipca 2021 | Jastrząb Ględy                                                        | 3:0   | Syrena Młynary |  |
| 17:00         | 6' (sam.) Krystian Komoń · 43' Tomasz Karkut · 62' Sławomir Artemniak | (2:0) |                |  |

| 24 lipca 2021 | Polonia II Pasłęk  | 1:4   | Piast Wilczęta                                     |  |
| 17:00         | 48' Filip Daniecki | (0:1) | 33', 86' Gabriel Ciszewski · 83', 90' Jacek Suczyk |  |

| 24 lipca 2021 | Dąb Kadyny | 5:0 (wo.) | Agat Jegłownik |  |
| 17:00         |            |           |                |  |

| 24 lipca 2021 | Stomil II Olsztyn                                                                          | 5:1   | GKS Stawiguda     |  |
| 17:00         | 27' Filip Szabaciuk · 33', 39' Igor Zapałowski · 47' Mateusz Drabiszczak · 74' Jakub Brdak | (3:0) | 81' Łukasz Gorgol |  |

| 24 lipca 2021 | SKS Szczytno                                                                          | 5:10 (pd.) | KS 2010 Wrzesina |  |
| 17:00         | 19', 95' Rafał Krajza · 21' Arkadiusz Cieślik · 27' Kacper Król · 85' Nikodem Woźniak | (3:4)      | 10' Dariusz Assmann · 13', 99' Grzegorz Naczas · 22', 45' Mateusz Assman · 101' Szymon Roman · 106' Bartosz Assmann · 108' Grzegorz Myślisz · 115' Tomasz Zalewski · 120' Wojciech Górski |  |

| 24 lipca 2021 | Junior Świątki                            | 2:5   | Burza Słupy                                                                               |  |
| 17:00         | 13' Marcin Dalecki · 18' Artur Boborowski | (2:4) | 6', 41' Szymon Dubowski · 19' Mateusz Borucki · 37' Artur Jarmicki · 84' Daniel Minkowski |  |

| 24 lipca 2021 | Orzeł Janowiec Kościelny                                                 | 5:1   | Avista Łążyn        |  |
| 17:00         | 22' Mateusz Ginap · 80', 86', 90' Marcin Czaplicki · 83' Paweł Szypulski | (1:0) | 67' Paweł Jaskulski |  |

| 24 lipca 2021 | Iskra Narzym | 0:3   | Constract Lubawa                                                     |  |
| 17:00         |              | (0:1) | 11' Krystian Zdrojewski · 64' Paweł Ossowski · 70' Janusz Okuniewski |  |

| 24 lipca 2021 | Wel Lidzbark                                       | 2:1 (pd.) | Iskra Smykówko    |  |
| 17:00         | 74' Hubert Komoszyński · 117' Mateusz Napiórkowski | (0:0)     | 65' Amadeusz Witt |  |

| 24 lipca 2021 | PFT Sampława                                                                | 5:4 (pd.) | Kormoran Bynowo                                                       |  |
| 17:00         | 7', 22', 111' Jakub Lendzionowski · 15' Szymon Łątkowski · 106' Adam Dybich | (3:2)     | 11', 76' Maciej Jacyno · 30' Marcin Kasprowicz · 109' Rafał Bartoszuk |  |

| 24 lipca 2021 | Olimpia Kisielice    | 1:4   | Zamek Kurzętnik                                                       |  |
| 17:00         | 42' Mateusz Wojtczuk | (1:2) | 29', 38' Paweł Ziółkowski · 80' Norbert Wroblewsk · 85' Bartosz Turek |  |

| 24 lipca 2021 | Torpeda Rożental                               | 3:4   | Orzeł Ulnowo                                                            |  |
| 17:00         | 8', 24' Jakub Chełkowski · 90' Tomasz Kopański | (2:1) | 6', 60' Mateusz Leński · 65' Michał Kacziński · 68' Mariusz Przedpełski |  |

| 24 lipca 2021 | Motor II Lubawa                                 | 2:3 (pd.) | MKS Działdowo                                                    |  |
| 17:00         | 14' Bartosz Kuczyński · 88' Grzegorz Ewertowski | (1:1)     | 12' Adrian Bąbalicki · 82' Robert Malulu · 118' Miłosz Pokropski |  |

| 25 lipca 2021 | LZS Frednowy                                                                                                | 6:0   | Gmina Kozłowo |  |
| 14:00         | 15', 16', 36' Sylwester Kuciński · 19' Dominik Wrzesiński · 60' Aleksander Krajewski · 87' Kacper Zagrodzki | (4:0) |               |  |

| 25 lipca 2021 | Mazur Wydminy              | 2:3   | Granica Bezledy                               |  |
| 15:30         | 43', 44' Marcin Romanowski | (2:0) | 53' Robert Żyźniewski · 63', 70' Łukasz Boras |  |

| 25 lipca 2021 | Pama Powodowo                 | 3:1   | Cresovia Górowo Iławeckie |  |
| 16:00         | 16', 75', 83' Kacper Lichołat | (1:0) | 54' Cezary Dworzański     |  |

| 25 lipca 2021 | Fala Warpuny | 3:0 (wo.) | Pogoń Banie Mazurskie |  |
| 17:00         |              |           |                       |  |

| 25 lipca 2021 | Milan Szczytno | 0:3 (wo.) | GLKS Jonkowo |  |
| 17:00         |                |           |              |  |

| 25 lipca 2021 | Warmianka Bęsia                                                    | 4:4 k. 4:1    | Reduta Bisztynek                                                              |  |
| 17:00         | 9' Kacper Dudek · 33' Marek Oszmiańczuk · 49', 105' Paweł Domański | (2:2, k. 4:1) | 12' Kamil Samsel · 14' Tomasz Pawlik · 70' Mateusz Bruj · 92' Kamil Biernacki |  |

| 25 lipca 2021 | Wałsza Pieniężno                                    | 4:4 k. 4:3    | Pomowiec Gronowo Elbląskie                                               |  |
| 17:00         | 15' Szymon Bieryndo · 42', 65', 105' Jakub Szczęsny | (2:1, k. 4:3) | 10', 70' Bartosz Mączkowski · 58' Maciej Zając · 100' Łukasz Lewandowski |  |

| 25 lipca 2021 | Zatoka II Braniewo | 1:0   | Polonia Markusy |  |
| 17:00         | 79' Patryk Prochna | (0:0) |                 |  |

| 25 lipca 2021 | WTKS Mierki | 2:5 | Arbiter Olsztyn                  |  |
| 17:00         | ?' ? · ?' ? |     | ?' ? · ?' ? · ?' ? · ?' ? · ?' ? |  |

| 25 lipca 2021 | GKS Szczytno                                                                                     | 6:1   | Wałpusza 07 Jesionowiec |  |
| 17:00         | 1' Arkadiusz Wnuk · 13' Cezary Rybski · 40', 60' Mateusz Lech · 51' Konrad Gut · 86' Rafał Mydło | (3:1) | 26' Patryk Sikorski     |  |

| 25 lipca 2021 | Vel Dąbrówno              | 2:1   | Jordan Kazanice       |  |
| 17:00         | 84', 87' Dominik Ampulski | (0:1) | 20' Marek Wierzbowski |  |

| 25 lipca 2021 | Amatorska Drużyna Piłkarska Działdowo | 4:1 | Orzyc Janowo |  |
| 17:00         | ?' ? · ?' ? · ?' ? · ?' ?             |     | ?' ?         |  |

## I runda
Losowanie par I rundy odbyło się 20 lipca 2021 roku, natomiast mecze rozegrano 30 i 31 lipca oraz 1 sierpnia tegoż roku. Vęgoria Węgorzewo otrzymała wolny los.
| 30 lipca 2021 | MKS Miłakowo                                   | 3:4   | Tęcza Miłomłyn                                    |  |
| 18:00         | 42', 86' Marcin Brzuziewski · 90' Piotr Małysa | (1:1) | 23', 70', 78' Rafał Wyralski · 61' Rafał Pietrago |  |

| 30 lipca 2021 | GLKS Jonkowo                 | 2:1   | Warmia Olsztyn         |  |
| 18:00         | 5', 66' Przemysław Kozłowski | (1:0) | 76' Łukasz Bogdanowicz |  |

| 30 lipca 2021 | Drwęca Nowe Miasto Lubawskie | 0:2   | GKS Wikielec                                |  |
| 18:00         |                              | (0:2) | 15' Mateusz Jońca · 43' Adrian Korzeniewski |  |

| 31 lipca 2021 | Czarni Olecko     | 1:2   | Śniardwy Orzysz                             |  |
| 13:00         | 70' Karol Kościuk | (0:0) | 73' Adrian Żaboklicki · 77' Patryk Koszycki |  |

| 31 lipca 2021 | KS 2010 Wrzesina                          | 2:4   | Błękitni Pasym                                                      |  |
| 13:00         | 18' Grzegorz Myślisz · 54' Mateusz Assman | (1:3) | 20', 30' Dawid Mikulak · 43' Jakub Kulesik · 83' Gabriel Sachajczuk |  |

| 31 lipca 2021 | Granica Kętrzyn | 0:4   | Znicz Biała Piska                                                      |  |
| 15:00         |                 | (0:3) | 10', 30' Marcin Fiedorowicz · 41' Bartosz Giełażyn · 89' Patryk Gondek |  |

| 31 lipca 2021 | Unia Susz                                       | 3:7   | Polonia Pasłęk                                                                                    |  |
| 16:00         | 6', 44' Łukasz Luliński · 55' Bartosz Wacławski | (2:4) | 7', 39' Paweł Kamiński · 10' Kamil Kopycki · 45', 69', 77' Jakub Błażewicz · 70' Kamil Kuczkowski |  |

| 31 lipca 2021 | Granica Bezledy | 0:1   | Victoria Bartoszyce |  |
| 17:00         |                 | (0:0) | 77' Dawid Kaplewski |  |

| 31 lipca 2021 | Mazur Pisz | 0:3   | Rona 03 Ełk                                                  |  |
| 17:00         |            | (0:2) | 26' Kacper Sylwisty · 42' Jakub Urynowicz · 72' Adrian Jakuć |  |

| 31 lipca 2021 | Mazur Ełk | 0:4   | Mamry Giżycko                                                      |  |
| 17:00         |           | (0:2) | 27', 53' Paweł Dymiński · 32' Mariusz Bucio · 81' Krystian Sadocha |  |

| 31 lipca 2021 | Wilczek Wilkowo      | 1:3   | Mrągowia Mrągowo                                  |  |
| 17:00         | 1' Mariusz Grabowski | (1:1) | 30', 84' Mateusz Barszczewski · 60' Kamil Skrzęta |  |

| 31 lipca 2021 | Jurand Barciany   | 1:9   | Żagiel Piecki |  |
| 17:00         | 84' Adrian Zajdel | (0:4) | 19', 67', 80', 82', 87' Marcin Spirydon · 36' Jakub Wachowski · 41' Robert Samsel · 44' Konrad Lis · 90' Adrian Polewaczyk |  |

| 31 lipca 2021 | Vęgoria II Węgorzewo        | 2:7   | MKS Korsze                                                                                              |  |
| 17:00         | 68', 77' Krystian Radzewicz | (0:5) | 7' Bartosz Rzeźnik · 18', 33', 49' Mariusz Gąsiorowski · 31' Tomasz Ożga · 42', 59' Patryk Jędrzejewski |  |

| 31 lipca 2021 | Dąb Kadyny                                                                                         | 5:1   | Jastrząb Ględy   |  |
| 17:00         | 5' Rafał Pietrewicz · 34' (sam.) Karol Laszkiewicz · 41', 86' Bogdan Wojtas · 50' Miłosz Grabowski | (3:0) | 89' Piotr Sobota |  |

| 31 lipca 2021 | Pama Powodowo | 0:6   | Huragan Morąg |  |
| 17:00         |               | (0:1) | 40' Jakub Stankiewicz · 48' Paweł Galik · 53' Michał Ressel · 63' Mariusz Dec · 75' Wiktor Matracki · 83' Adrian Podgórski |  |

| 31 lipca 2021 | Piast Wilczęta  | 1:2   | Zatoka II Braniewo                   |  |
| 17:00         | 32' Dawid Bułak | (1:1) | 22' Patryk Prochna · 62' Damian Ruda |  |

| 31 lipca 2021 | Kormoran Zwierzewo                                            | 3:1   | Błękitni Orneta    |  |
| 17:00         | 28' Adrian Drozd · 57' Szymon Longosz · 82' Krystian Lipiński | (1:1) | 8' Piotr Kosobucki |  |

| 31 lipca 2021 | Burza Słupy                                      | 3:6   | Omulew Wielbark                                                                                          |  |
| 17:00         | 4', 18' Daniel Obrębski · 15' Cezary Popielarski | (3:5) | 14' (sam.) Artur Jarmicki · 19', 34', 69' Miłosz Szczepkowski · 28' Mateusz Tabaka · 45' Michał Kwiecień |  |

| 31 lipca 2021 | Pisa Barczewo | 0:2   | Polonia Lidzbark Warmiński           |  |
| 17:00         |               | (0:0) | 63' Krystian Oleszko · 77' Oskar Żuk |  |

| 31 lipca 2021 | Stomil II Olsztyn                              | 2:1 (pd.) | Tęcza Biskupiec         |  |
| 17:00         | 32' Mateusz Drabiszczak · 117' Igor Zapałowski | (1:0)     | 88' Dariusz Gołębiowski |  |

| 31 lipca 2021 | Łyna Sępopol | 3:0 (wo.) | GKS Gietrzwałd/Unieszewo |  |
| 17:00         |              |           |                          |  |

| 31 lipca 2021 | KS Wojciechy      | 1:9   | DKS Dobre Miasto |  |
| 17:00         | 88' Adam Galiński | (0:6) | 12', 29' Aleksander Tomasz · 25', 71' Kamil Lullies · 31' Mateusz Różowicz · 34' Michał Dalecki · 44' Michał Duda · 58' Konrad Gawryś · 86' Damian Lubak |  |

| 31 lipca 2021 | Zamek Kurzętnik  | 1:7   | Start Nidzica                                                                                  |  |
| 17:00         | 80' Roman Kalisz | (0:2) | 5' Jakub Wenta · 36', 49', 75', 89' Kamil Godlewski · 70' Mateusz Karwacki · 72' Adrian Roczeń |  |

| 31 lipca 2021 | PFT Sampława                                               | 3:5   | Olimpia Olsztynek                                                                          |  |
| 17:00         | 45', 49' Jakub Lendzionowski · 90' (sam.) Andrzej Gburczyk | (1:2) | 20' Mark Usowicz · 44', 75' Łukasz Duch · 64' Radosław Pisarkiewicz · 90' Andrzej Gburczyk |  |

| 31 lipca 2021 | Orzeł Janowiec Kościelny | 3:0 (wo.) | Wel Lidzbark |  |
| 17:00         |                          |           |              |  |

| 31 lipca 2021 | Płomień Turznica | 1:1 k. 4:5    | Motor Lubawa            |  |
| 17:00         | 28' Łukasz Baran | (1:0, k. 4:5) | 49' (sam.) Piotr Sikora |  |

| 31 lipca 2021 | Polonia Iłowo       | 1:4   | Jeziorak Iława                                                                              |  |
| 17:00         | 18' Dominik Lemanek | (1:2) | 13' Cezary Nowiński · 41' Michał Kwiatkowski · 55' Wojciech Figurski · 85' Tomasz Wacławski |  |

| 31 lipca 2021 | Constract Lubawa                                                 | 4:0   | Ossa Biskupiec Pomorski |  |
| 17:00         | 22' Paweł Ossowski · 82', 90' Alan Klimek · 88' Igor Szczepański | (1:0) |                         |  |

| 31 lipca 2021 | Orzeł Ulnowo       | 1:1 k. 0:2    | Radomniak Radomno   |  |
| 17:00         | 13' Mariusz Gąsior | (1:1, k. 0:2) | 40' Karol Łukwiński |  |

| 1 sierpnia 2021 | GSZS Rybno                                                                                                 | 5:1   | Grunwald Gierzwałd |  |
| 15:00           | 35' Daniel Orzechowski · 43' (sam.) Daniel Kozłowski · 58' Patryk Rozentalski · 81', 90' Mateusz Zieliński | (2:0) | 66' Maciej Korgul  |  |

| 1 sierpnia 2021 | Czarni Rudzienice                                                 | 3:1   | Zatoka Braniewo      |  |
| 16:00           | 56' Adam Kołakowski · 87' Marcin Karczewski · 90' Filip Witkowski | (0:1) | 35' Jakub Szpakowski |  |

| 1 sierpnia 2021 | Concordia Elbląg                                                      | 5:3   | Olimpia II Elbląg                                                 |  |
| 16:00           | 20', 34', 78' Szymon Drewek · 27' Mariusz Pelc · 50' Michał Błaszczyk | (3:3) | 11' (sam.) Tomasz Szawara · 29' Marcel Zając · 41' Jakub Branecki |  |

| 1 sierpnia 2021 | Arbiter Olsztyn | 1:1 k. 2:4 | MKS Jeziorany |  |
| 16:00           | ?' ?            |            | ?' ?          |  |

| 1 sierpnia 2021 | Fala Warpuny | 0:2   | Pojezierze Prostki                         |  |
| 17:00           |              | (0:0) | 61' Hubert Chaponiuk · 65' Piotr Chyliński |  |

| 1 sierpnia 2021 | Warmianka Bęsia      | 1:3   | Rominta Gołdap                                                          |  |
| 17:00           | 55' Marcin Kowalczyk | (0:1) | 43' Mateusz Litwiński · 50' Michał Mościński · 70' Bartłomiej Rynkowski |  |

| 1 sierpnia 2021 | Wałsza Pieniężno                           | 3:2 (pd.) | Ewingi Zalewo                               |  |
| 17:00           | 13', 109' Jakub Szczęsny · 90' Paweł Sydor | (1:1)     | 27' Bartosz Szymanowski · 78' Rocco De Rosa |  |

| 1 sierpnia 2021 | GKS Szczytno                                                                    | 5:4   | LKS Różnowo                                                                          |  |
| 17:00           | 26' Konrad Gut · 30', 78' Mateusz Lech · 68' Arkadiusz Wnuk · 90' Brajan Kisiel | (2:1) | 41' Marcin Jurewicz · 69' Artur Ludkiewicz · 84' Krzysztof Iwański · 90' Kamil Kulas |  |

| 1 sierpnia 2021 | Orlęta Reszel                             | 2:4   | Naki Olsztyn                                                                     |  |
| 17:00           | 15' Paweł Romańczuk · 55' Patryk Wiensław | (1:2) | 18' Bartosz Polonis · 45' Michał Dyka · 81' Jakub Fronczak · 85' Szymon Milewski |  |

| 1 sierpnia 2021 | Vel Dąbrówno     | 1:0   | MKS Działdowo |  |
| 17:00           | 1' Adrian Duczek | (1:0) |               |  |

| 1 sierpnia 2021 | Amatorska Drużyna Piłkarska Działdowo | 1:5 | LZS Frednowy                     |  |
| 17:00           | ?' ?                                  |     | ?' ? · ?' ? · ?' ? · ?' ? · ?' ? |  |

## II runda
Losowanie par II rundy odbyło się 4 sierpnia 2021 roku, natomiast mecze rozegrano 17, 18, 24 i 25 sierpnia tegoż roku. Tęcza Miłomłyn otrzymała wolny los.
| 17 sierpnia 2021 | Stomil II Olsztyn                                        | 6:0   | Łyna Sępopol |  |
| 17:00            | 33', 41', 68', 73', 80' Jakub Brdak · 89' Jakub Babalski | (2:0) |              |  |

| 17 sierpnia 2021 | Błękitni Pasym         | 2:3 (pd.) | Mrągowia Mrągowo                                             |  |
| 17:00            | 39', 66' Jakub Kulesik | (1:0)     | 59' Kamil Skrzęta · 60' Piotr Błędowski · 104' Mahamadou Bah |  |

| 18 sierpnia 2021 | Śniardwy Orzysz | 0:4   | DKS Dobre Miasto                                                                         |  |
| 17:00            |                 | (0:3) | 2' Damian Lubak · 38' Sebastian Kowalski · 40' Bartosz Bartkowski · 61' Mateusz Różowicz |  |

| 18 sierpnia 2021 | GKS Szczytno       | 1:3   | Omulew Wielbark                                               |  |
| 17:00            | 28' Arkadiusz Wnuk | (1:2) | 20' Dariusz Kołakowski · 43' Michał Kwiecień · 51' Łukasz Gut |  |

| 18 sierpnia 2021 | Naki Olsztyn | 3:0 (wo.) | Pojezierze Prostki |  |
| 17:00            |              |           |                    |  |

| 18 sierpnia 2021 | Rominta Gołdap                               | 2:1   | Vęgoria Węgorzewo   |  |
| 17:00            | 42' Michał Mościński · 44' Mateusz Litwiński | (2:0) | 71' Jacek Rutkowski |  |

| 18 sierpnia 2021 | MKS Jeziorany                                                     | 3:7   | Polonia Lidzbark Warmiński |  |
| 17:00            | 48' Patryk Markiewicz · 54' Jakub Kostrupski · 64' Adam Błaszczyk | (0:3) | 8' Kamil Dajnowski · 25' Wojciech Dziemidowicz · 45' Dominik Ciesielski · 46', 56' Siergiej Gurow · 53', 86' Krystian Oleszko |  |

| 18 sierpnia 2021 | Jeziorak Iława                                                   | 4:3 (pd.) | Huragan Morąg                                             |  |
| 17:00            | 82' Radosław Galas · 89', 115' Patryk Czarnota · 90' Paweł Sagan | (0:1)     | 14' Adrian Wasiak · 64' Mariusz Dec · 90' Wiktor Matracki |  |

| 18 sierpnia 2021 | Zatoka II Braniewo                                                                          | 4:3   | Czarni Rudzienice                                                  |  |
| 17:00            | 29' Paweł Niewiadomski · 68' Marcin Śniegocki · 77' Przemysław Gruszka · 90' Patryk Prochna | (1:1) | 24' Adrian Płoski · 80' Rafał Kozicki · 90' (sam.) Kamil Jakimczuk |  |

| 18 sierpnia 2021 | Orzeł Janowiec Kościelny               | 2:2 k. 2:3    | Olimpia Olsztynek                        |  |
| 17:00            | 7' Szymon Szulc · 85' Łukasz Łaszczych | (1:1, k. 2:3) | 25' Mateusz Kosiński · 77' Paweł Szantar |  |

| 18 sierpnia 2021 | Radomniak Radomno                                       | 5:4   | Start Nidzica                                      |  |
| 17:00            | 22', 45' Szymon Lewicki · 40', 54', 68' Rafał Bartnicki | (3:0) | 50', 56', 66' Mateusz Sobotka · 77' Bartosz Florek |  |

| 25 sierpnia 2021 | Rona 03 Ełk                              | 2:5   | Znicz Biała Piska                                                                                   |  |
| 17:00            | 63' Kamil Jabłoński · 87' Krystian Krzyś | (0:3) | 8' Bartosz Giełażyn · 20', 67' Jakub Mosakowski · 40' (sam.) Paweł Kazimierczak · 54' Łukasz Trąbka |  |

| 18 sierpnia 2021 | GLKS Jonkowo                                    | 2:2 k. 4:3    | Kormoran Zwierzewo                        |  |
| 17:00            | 70' (sam.) Konrad Rybicki · 90' Paweł Olszewski | (0:0, k. 4:3) | 54' Szymon Longosz · 77' Paweł Śnieżawski |  |

| 18 sierpnia 2021 | Vel Dąbrówno | 0:9   | Polonia Pasłęk |  |
| 17:00            |              | (0:1) | 43', 48', 60' Jakub Błażewicz · 51', 74', 85' Paweł Kamiński · 64' Radosław Lenart · 84' Grzegorz Wiczyński · 89' Adrian Bebłowski |  |

| 18 sierpnia 2021 | Constract Lubawa           | 1:0   | Concordia Elbląg |  |
| 17:00            | 7' (sam.) Michał Błaszczyk | (1:0) |                  |  |

| 18 sierpnia 2021 | Dąb Kadyny | 3:0 (wo.) | Motor Lubawa |  |
| 17:00            |            |           |              |  |

| 24 sierpnia 2021 | Wałsza Pieniężno                       | 2:2 k. 2:3    | GSZS Rybno                                  |  |
| 17:00            | 44' Karol Leśniowski · 90' Paweł Sydor | (1:0, k. 2:3) | 58' Michał Malinowski · 60' Kacper Zalewski |  |

| 25 sierpnia 2021 | Victoria Bartoszyce   | 1:2 (pd.) | MKS Korsze                                    |  |
| 17:00            | 55' Adrian Włodarczyk | (0:0)     | 72' Patryk Harasim · 100' Mariusz Gąsiorowski |  |

| 25 sierpnia 2021 | Żagiel Piecki       | 1:7   | Mamry Giżycko                                                                                    |  |
| 17:00            | 43' Marcin Spirydon | (1:2) | 2', 59' Szymon Łapiński · 24', 75' Mariusz Bucio · 47' Rafał Raiński · 50', 53' Krystian Sadocha |  |

| 25 sierpnia 2021 | LZS Frednowy | 0:6   | GKS Wikielec                                                                                       |  |
| 17:00            |              | (0:2) | 11' Sergio Carbajal · 45' Kacper Żarejko · 64', 68', 79' Michał Bartkowski · 70' Łukasz Rytelewski |  |

## III runda
Losowanie par III rundy odbyło się 27 października 2021 roku, natomiast mecze rozegrano 11 listopada tegoż roku. Wolny los otrzymały: DKS Dobre Miasto, Znicz Biała Piska, Rominta Gołdap, MKS Korsze, Polonia Lidzbark Warmiński, Mrągowia Mrągowo, Mamry Giżycko, Jeziorak Iława, Olimpia Olsztynek, GKS Wikielec i Polonia Pasłęk
| 11 listopada 2021 | Dąb Kadyny                                         | 4:1   | Zatoka II Braniewo |  |
| 12:00             | 22', 57', 73' Daniel Baran · 27' Grzegorz Miecznik | (2:0) | 48' Kamil Hebda    |  |

| 11 listopada 2021 | Omulew Wielbark                            | 3:2   | Naki Olsztyn             |  |
| 12:00             | 5', 82' Łukasz Gut · 10' Mateusz Abramczyk | (2:0) | 55', 86' Szymon Milewski |  |

| 11 listopada 2021 | Stomil II Olsztyn                                                                                          | 8:0   | Radomniak Radomno |  |
| 12:00             | 10', 51', 62' Jakub Banul · 44' Mateusz Drabiszczak · 72', 73', 75' Mateusz Powązka · 83' Mateusz Wołoszyn | (2:0) |                   |  |

| 11 listopada 2021 | GLKS Jonkowo                                                      | 3:2   | Tęcza Miłomłyn                             |  |
| 12:00             | 65' Kamil Maciorowski · 77' Mateusz Górski · 81' Krzysztof Górzec | (0:0) | 82' Mateusz Gajdziel · 89' Filip Czerwonka |  |

| 11 listopada 2021 | Constract Lubawa | 0:3   | GSZS Rybno                       |  |
| 12:00             |                  | (0:1) | 40', 90', 90' Daniel Orzechowski |  |

## 1/8 finału
Mecze 1/8 finału odbyły się w dniach 12-13 marca i 5-6 kwietnia 2022 roku.
| 12 marca 2022 | Polonia Pasłęk                             | 2:3   | MKS Korsze                 |  |
| 14:00         | 56' Kamil Kuczkowski · 79' Radosław Lenart | (0:3) | 9', 20', 31' Piotr Sawicki |  |

| 12 marca 2022 | GLKS Jonkowo | 0:4   | Polonia Lidzbark Warmiński                                                                          |  |
| 14:00         |              | (0:1) | 33' Wojciech Dziemidowicz · 60' Krystian Oleszko · 75' Paweł Szymański · 77' Sebastian Zajączkowski |  |

| 12 marca 2022 | Omulew Wielbark       | 1:3   | DKS Dobre Miasto                             |  |
| 14:00         | 33' Mateusz Abramczyk | (1:1) | 40', 72' Damian Lubak · 83' Kacper Chojnowsk |  |

| 13 marca 2022 | Olimpia Olsztynek | 0:2   | Rominta Gołdap                               |  |
| 13:00         |                   | (0:0) | 75' Krystian Słowicki · 81' Mateusz Dyniszuk |  |

| 5 kwietnia 2022 | Dąb Kadyny      | 1:8   | GKS Wikielec |  |
| 16:00           | 6' Daniel Baran | (1:3) | 4' Michał Żukowski · 16', 70' Patryk Rosoliński · 36' Paweł Błaszak · 52' Dmitrij Mulkiewicz · 76' Łukasz Suchocki · 80' Jakub Kopacz · 88' Kentarō Arai |  |

| 6 kwietnia 2022 | Jeziorak Iława | 0:5   | Znicz Biała Piska                                                            |  |
| 13:00           |                | (0:2) | 20', 24', 63' Maciej Famulak · 53' Bartosz Giełażyn · 61' Marcin Fiedorowicz |  |

| 6 kwietnia 2022 | GSZS Rybno           | 1:4   | Mamry Giżycko                                                          |  |
| 16:00           | 45' Arkadiusz Konicz | (1:2) | 21' Krystian Sadocha · 42' Kévin N'Cho · 75', 78' Krystian Wiszniewski |  |

| 6 kwietnia 2022 | Stomil II Olsztyn                          | 3:0   | Mrągowia Mrągowo |  |
| 17:00           | 6', 35' Jakub Brdak · 47' Łukasz Borkowski | (2:0) |                  |  |

## 1/4 finału
Losowanie par ćwierćfinałowych miało miejsce 8 kwietnia 2022 roku, natomiast mecze rozegrano 20 i 27 kwietnia tegoż roku.
| 20 kwietnia 2022 | Znicz Biała Piska                          | 2:0   | Mamry Giżycko |  |
| 17:00            | 71' Adrian Duchnowski · 81' Maciej Famulak | (0:0) |               |  |

| 27 kwietnia 2022 | Stomil II Olsztyn                   | 2:0   | Polonia Lidzbark Warmiński |  |
| 17:00            | 9' Bartosz Florek · 66' Jakub Brdak | (1:0) |                            |  |

| 27 kwietnia 2022 | DKS Dobre Miasto          | 2:2 k. 4:5    | GKS Wikielec                             |  |
| 17:00            | 75', 90' Mateusz Różowicz | (0:0, k. 4:5) | 55' Eduards Višņakovs · 90' Rafał Kujawa |  |

| 27 kwietnia 2022 | Rominta Gołdap                              | 2:0   | MKS Korsze |  |
| 17:00            | 11' Mateusz Dyniszuk · 29' Dawid Paszkowski | (2:0) |            |  |

## 1/2 finału
Losowanie par półfinałowych miało miejsce 29 kwietnia 2022 roku, natomiast mecze rozegrano 25 maja tegoż roku.
| 25 maja 2022 | Stomil II Olsztyn        | 2:0   | Rominta Gołdap |  |
| 17:00        | 73', 82' Igor Zapałowski | (0:0) |                |  |

| 25 maja 2022 | Znicz Biała Piska          | 1:3   | GKS Wikielec                                       |  |
| 17:00        | 6' (sam.) Pawło Łukjanczuk | (1:0) | 49', 53' Mateusz Jajkowski · 78' Eduards Višņakovs |  |

## Finał
Finał odbył się 25 czerwca 2022 roku. W nim GKS Wikielec pokonał Stomil II Olsztyn, dzięki czemu wygrał Regionalny Puchar Polski w województwie warmińsko-mazurskim i zyskał możliwość gry na szczeblu centralnym w sezonie 2022/2023.
| 25 czerwca 2022 | Stomil II Olsztyn | 0:5   | GKS Wikielec                                                              |  |
| 17:00           |                   | (0:1) | 35', 83' Michał Jankowski · 52' Rafał Kujawa · 82', 87' Eduards Višņakovs |  |